# Fiat Fiorino
O Fiorino é um automóvel comercial leve fabricado pela montadora italiana Fiat desde 1977, sendo vendido na Europa até 2000. Em 2007, o modelo foi relançado no mercado daquele continente em uma nova geração. Para o mercado brasileiro, no entanto, o veículo é fabricado ininterruptamente desde 1978. O Fiorino original era derivado do Fiat 147 (ou Fiat 127 II, na Europa) até 1988, ano em que passou a integrar a gama de derivados do Fiat Uno.
Atualmente, na Europa, o Fiorino comercializado é um projeto conjunto da Fiat com a PSA Peugeot Citroën baseado na plataforma Fiat Small. O veículo europeu também é vendido em uma versão de passageiros sob o nome de Fiat Qubo e também é comercializado em versões rebatizadas de outras marcas com os nomes de Citroën Nemo e Peugeot Bipper.
No Brasil, o Fiorino derivado do antigo Fiat Uno/Mille foi comercializado até 2013, passando para a terceira geração em 2014. O atual Fiorino brasileiro é derivado do Fiat Uno da nova geração e é totalmente distinto do modelo europeu.
O nome do veículo vem da antiga moeda italiana Florim.

## Primeira geração (1977-1988)
A primeira versão do Fiorino era baseada no Fiat 147, daí o nome 147 Fiorino. O veículo era produzido na fábrica da Fiat em Betim, Minas Gerais no Brasil (a versão picape era conhecida como Fiat 147 City) e em Córdoba, Argentina.

### Espanha
Na Espanha, o Fiorino (chamado inicialmente de Emelba 127 Poker e depois SEAT Fiorino) era produzido em Barcelona pela SEAT em joint venture com a Fiat nas versões furgão e picape. Em 1986 teve produção encerrada e foi substituído pelo SEAT Terra, que tinha o motor do SEAT 127.

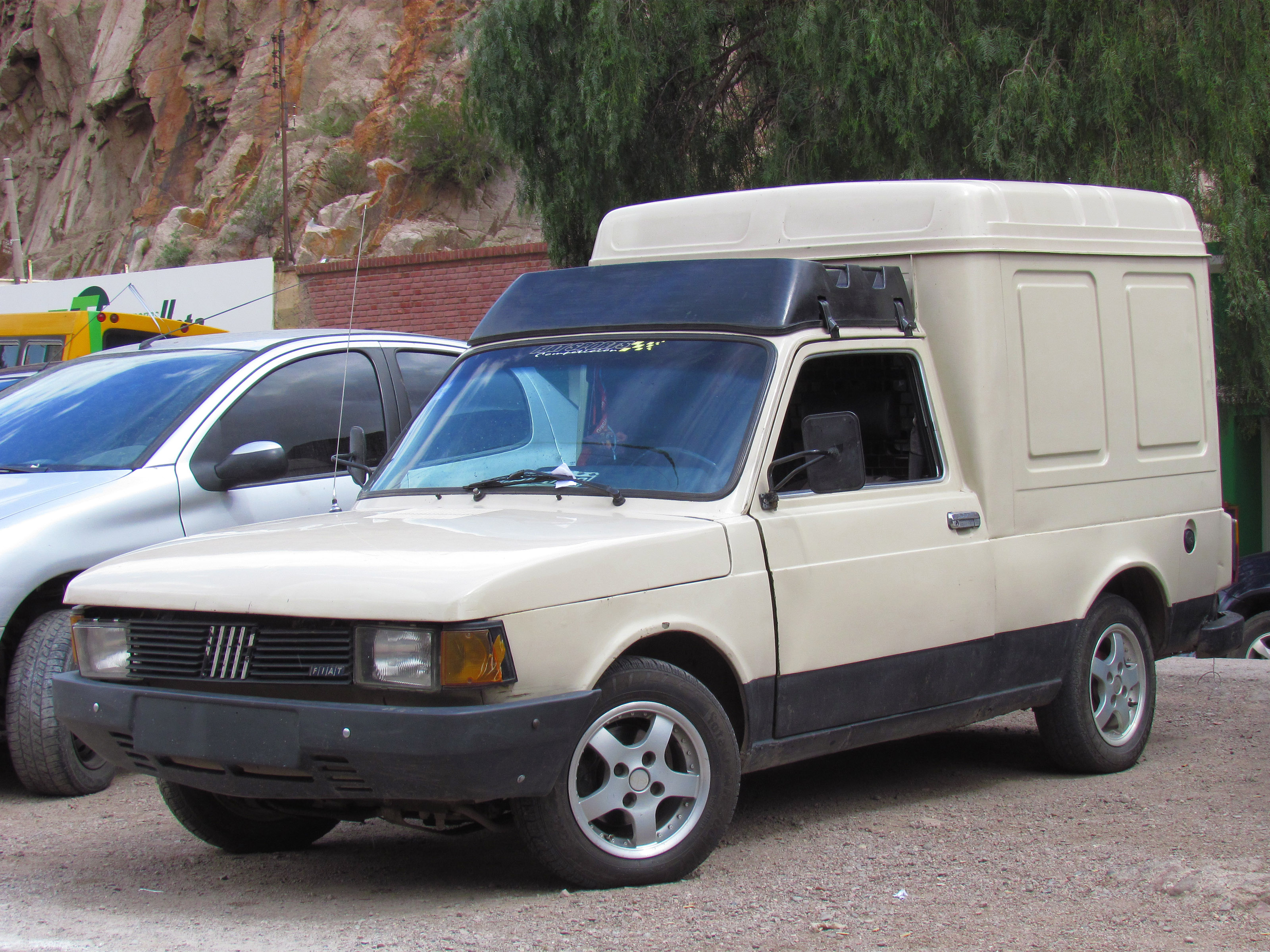
Fiorino 1ªG após facelift que o deixou parecido com o Spazio.
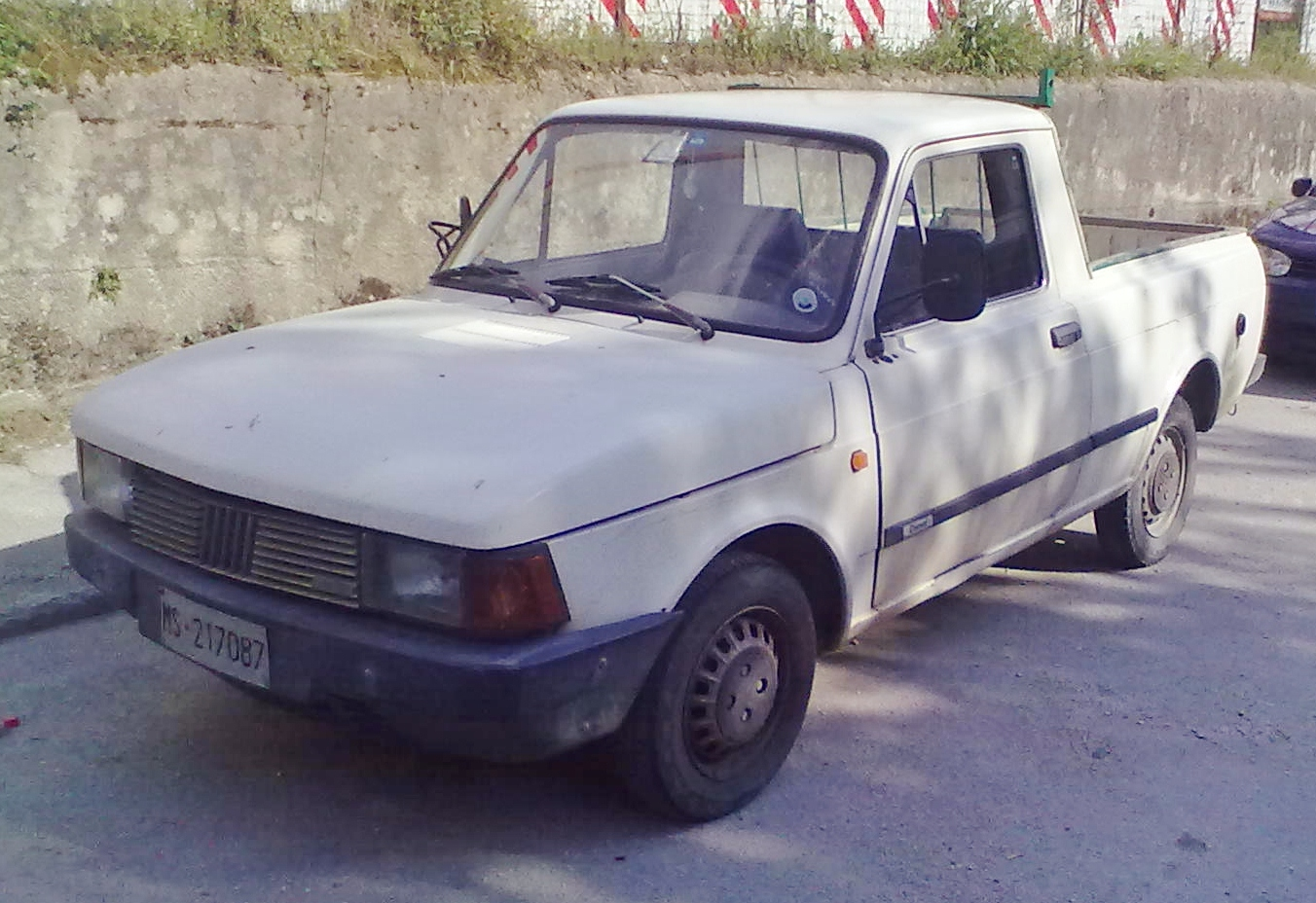
Fiorino pick-up após facelift (conhecido no Brasil como 147 City).
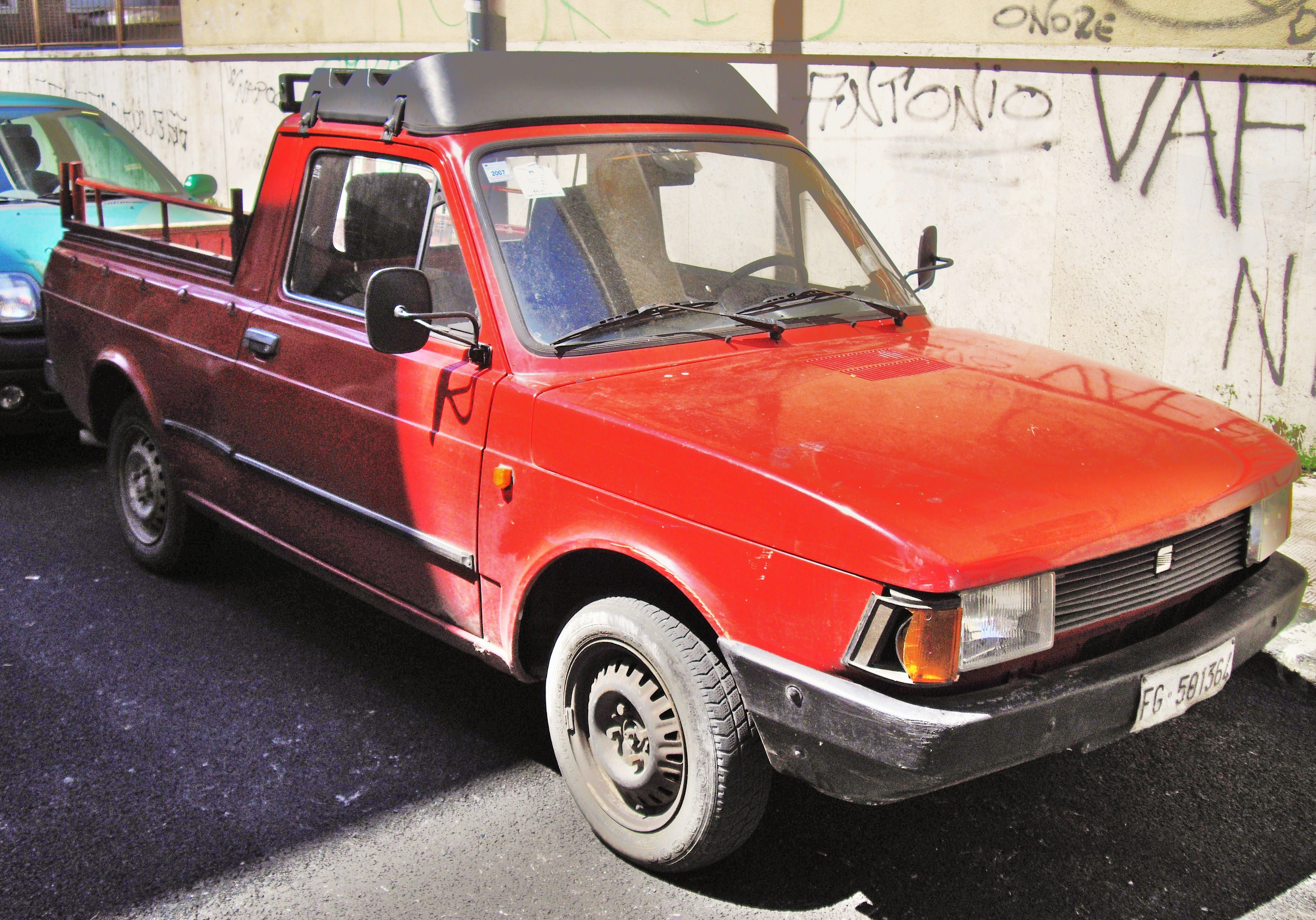
SEAT Fiorino picape.

## Segunda geração (1988-2013)
Em 1984, uma versão mais moderna baseada no Fiat Uno foi anunciada e a produção começou em 1988. Na Europa, o veículo era montado em Bolonha e fez um sucesso considerável na versão furgão. Em 1992, o Europeu passou por uma reestilização inspirada no Tipo, recebendo também nova motorização e interior. Em 1997, o Fiorino teve o seu último facelift antes de sair da Europa.

### América do Sul
No mercado sul-americano (Brasil, Argentina, Chile e Paraguai), o veículo era baseado no Fiat Uno e passou por algumas reestilizações exclusivas durante o seu período prolongado de produção. A fábrica da Argentina produziu o Fiorino só até 2000 e desde então o modelo sul-americano passou a ser somente o brasileiro. A versão picape em 1998 acabou. O Fiorino foi a mais vendida no segmento fica em primeiro lugar a versão furgão e a picape

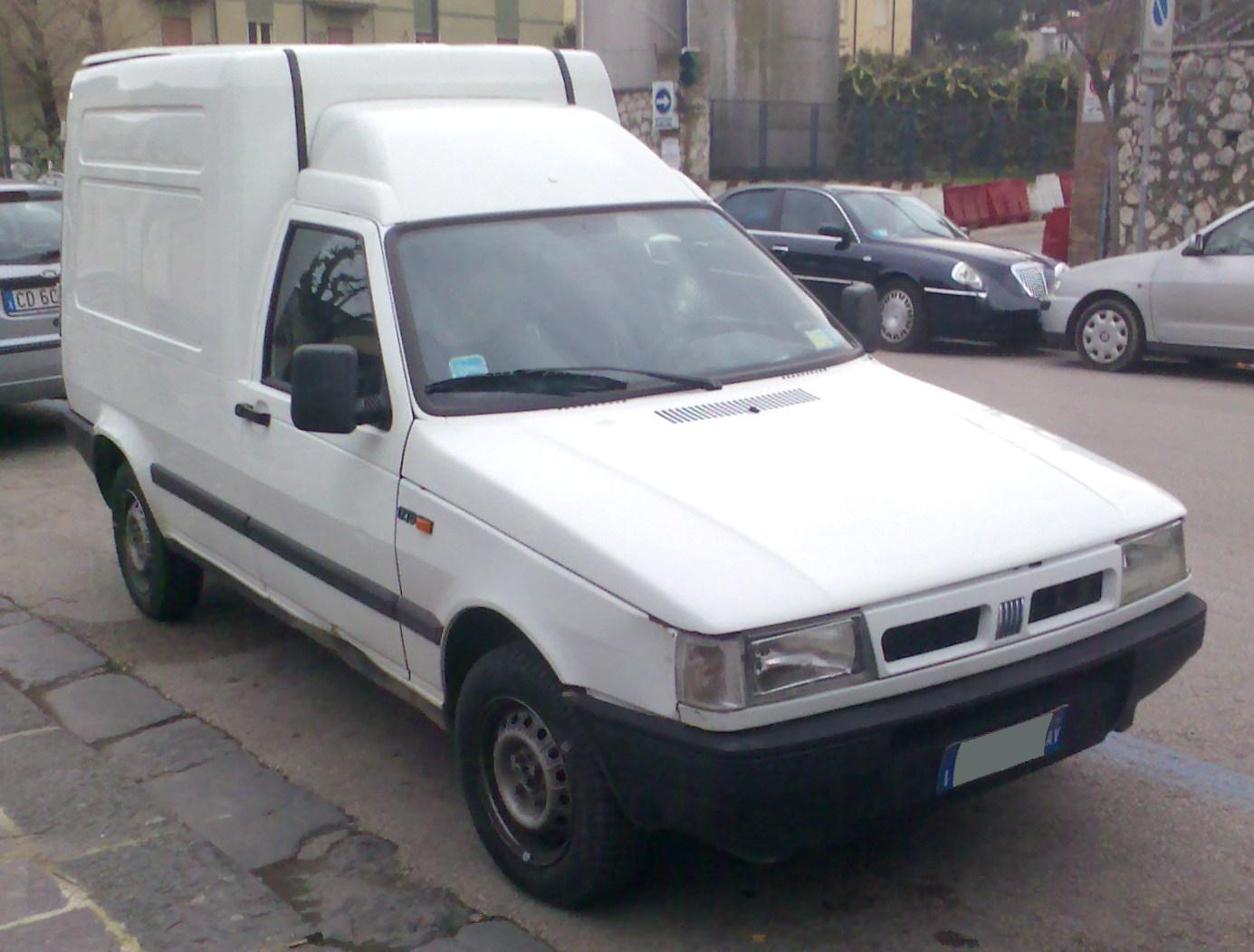
Fiorino 2000
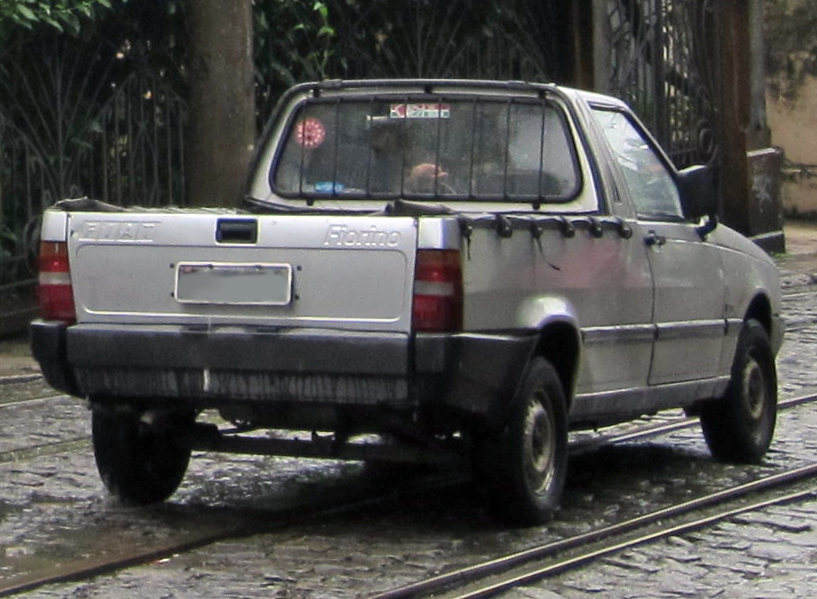
Fiorino picape

## Terceira geração europeia (2007-presente)
Na Europa, uma nova geração totalmente modificada do Fiorino é produzida pela Sevel Sud na Turquia e Fiat na Itália desde 2007.
É parecido com Citroën Nemo e Peugeot Bipper.

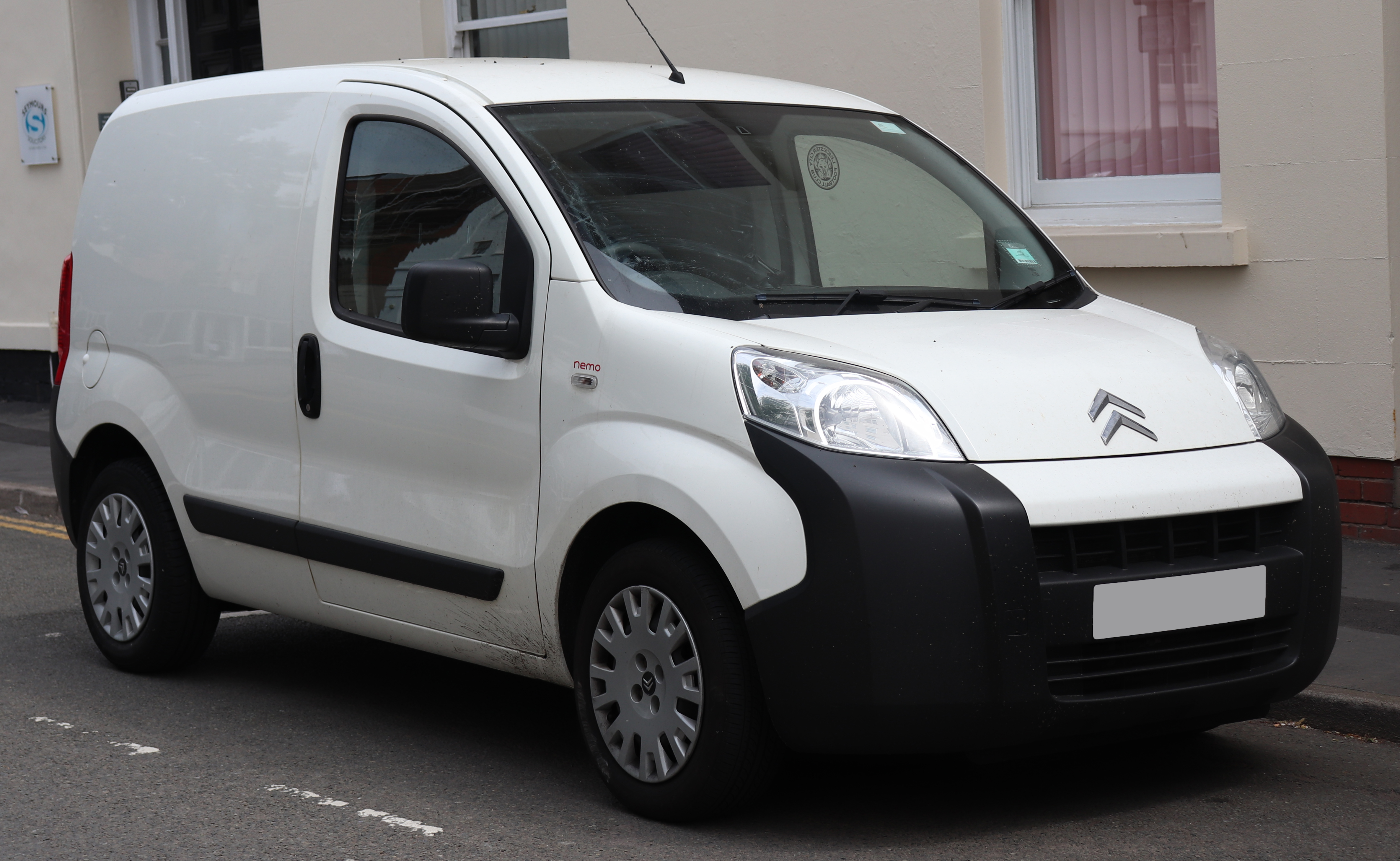
Citroën Nemo

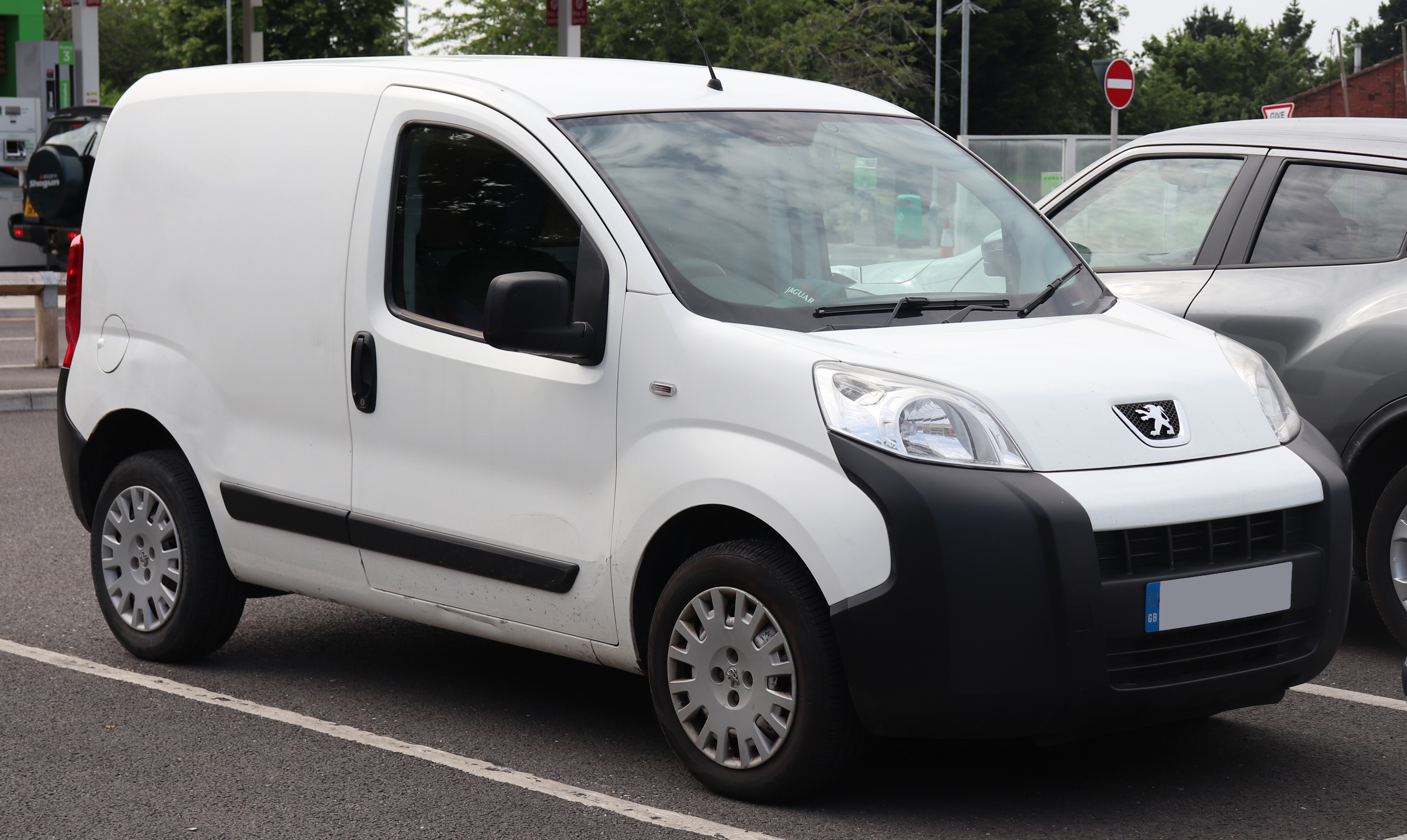
Peugeot Bipper

## Terceira geração brasileira (2013-presente)
Em 2013, dado a obrigação de airbag duplo e ABS em todos os veículos vendidos no Brasil a partir de 2014, a Fiat brasileira anunciou o novo Fiorino. O modelo, que leva até 650 kg de carga, é baseado no Novo Uno (que é baseado no Fiat Panda) e leva elementos reformulados da suspensão traseira da Fiat Strada. A motorização única é 1.4 EVO Flex de 88 cv.
Em 2020, o Fiorino ganhou 3 versões: Working, Hard Working e Endurance.
Em dezembro de 2021, foi anunciado um facelift do Fiat Fiorino, que ganhou frente redesenhada baseada no Uno Ciao, além de interior similar ao da Strada, novos para-choques, e em versão única: Endurance, com motor 1.4 EVO.
Em maio de 2022, a Peugeot passa a vender a Fiorino com nome de Partner Rapid.

## Linha do tempo
- 1982 - Picape 147 passa a ser chamada Fiorino
- 1991 - Facelift, nova frente
- 1995 - Picape Trekking
- 1996 - Picape Working (outubro)
- 1998 - Fim da picape (dezembro)
- 1999 - Apenas a versão furgão (janeiro)
- 2000 - Facelift (agosto)
- 2001 - Motor Fiasa 1.5 I.E mpi a álcool.
- 2002 - Último ano com a motorização Fiasa. (abril)
- 2002 - Motor Fire 1.3 (maio)
- 2004 - Facelift (fevereiro)
- 2006 - Motor 1.3 Flex de 70 cv a gasolina ou 71 cv com álcool (dezembro)
- 2009 - Facelift
- 2014 - Nova geração (janeiro)
- 2021 - Facelift (dezembro)